# Bryan Zentz
Bryan Zentz (* in Norfolk im US-Bundesstaat Virginia) ist ein Produzent im Bereich Techno. Er ist auch unter den Pseudonymen Barada, Faculty X und Bryan Never bekannt.

## Leben
In den 1980er Jahren war er als Sänger der Punkband Disarm aktiv. Zu Beginn der 1990er Jahre veröffentlichte Zentz unter dem Pseudonym Barada auf Richie Hawtins und John Aquavivas Definitive Label seine ersten Produktionen. 2003 veröffentlichte Zentz auf Intec seinen ersten Longplayer Seven Breaths. Daneben erschienen Produktionen auf Labels wie Primate, Superbra oder Intec. Seine Single D-Clash, die im Jahre 2003 mit einem Remix von Soma-Act Slam erschien, wurde ein Clubhit. D-Clash erschien unter anderem auf der Mix-Compilation KS02 von Kevin Saunderson. Auf dem Label Intec Records von Carl Cox veröffentlicht er die „Skufftones EP“. Im Jahre 2004 erschienen zwei seiner Tracks auf der Mix-Compilation Pure Intec von Carl Cox.

## Diskografie (Auswahl)
Remixe
- Andrew McLauchlan - Love Story